# مارتي جيرول
مارتي جيرول (بالإسبانية: Martí Galindo)‏‏ (21 مايو 1937 في برشلونة - 3 مارس 2019 ) ممثل، ومقدم تلفزيوني من إسبانيا.

## الجوائز
- تي بي دي أورو

## روابط خارجية
- مارتي جيرول على موقع IMDb (الإنجليزية)